# Patricia McPherson
Patricia McPherson (Oak Harbor, Washington, 1954. november 27. –) amerikai színésznő.

## Élete és pályafutása
Patricia McPherson Washingtonban született, ahol az apja tengerésztiszt volt. Franciaországban töltött több évet, amikor az apját Párizsba küldték, és később Floridában és Kaliforniában járt egyetemre. Sikeres modell lett. A televízióban 1982-ben a Knight Riderrel futott be.
Férjezett, házastársa James Garrett.

## Filmjei
- 1980: A Stunt Man
- 1982: Knight Rider
- 1985: Első kockázat
- 1986: Starman (1 epizód)
- 1986: MacGyver (1 epizód)
- 1987: Dinasztia (1 epizód)
- 1988: Star Trek: Az új nemzedék (1 epizód)
- 1990: Utórengés (1990)
- 1990: Gyilkos sorok (7. évad 6. epizód)
- 1991: Matlock (1 epizód)